# Adam White
Adam White (ur. 8 listopada 1989 w Brisbane) – australijski siatkarz, reprezentant kraju, grający na pozycji przyjmującego. Karierę zaczął w Queensland. 

## Sukcesy klubowe
Mistrzostwo Holandii:
- 2012
- 2011, 2022[1], 2023
- 2021

Superpuchar Francji:
- 2015

Puchar CEV:
- 2017

Mistrzostwo Niemiec:
- 2018, 2019

Superpuchar Holandii:
- 2019